# Balanophyllia capensis
Balanophyllia capensis är en korallart som beskrevs av Addison Emery Verrill 1865. Balanophyllia capensis ingår i släktet Balanophyllia och familjen Dendrophylliidae.
Artens utbredningsområde är Indiska oceanen. Inga underarter finns listade i Catalogue of Life.